# Neustadt (Schwarzw)
Neustadt (Schwarzw) (niem.: Bahnhof Neustadt (Schwarzw)) – stacja kolejowa w Titisee-Neustadt, w kraju związkowym Badenia-Wirtembergia, w Niemczech. Według DB Station&Service ma kategorię 5. Znajduje się na linii Freiburg – Donaueschingen.

## Linie kolejowe
- Linia Freiburg – Donaueschingen

## Połączenia
| Rodzaj pociągu | Trasa | Takt    |
| -------------- | --- | ------- |
| RE             | Neustadt (Schwarzw) – Donaueschingen – Immendingen – Tuttlingen – Sigmaringen – Herbertingen – Riedlingen – Ulm | 120 min |
| RE             | Neustadt (Schwarzw) – Donaueschingen – Villingen (Schwarzw) – Trossingen – Rottweil                             | 120 min |
| RB             | Freiburg (Breisgau) – Kirchzarten – Himmelreich – Hinterzarten – Titisee – Neustadt (Schwarzw)                  | 60 min  |